# Charlie Hunnam
Charlie Hunnam (* 10. dubna 1980, Newcastle upon Tyne, Anglie) je britský herec a scenárista.
Ve známost vešel rolí mladého gaye Nathana Maloneye v kultovní minisérii televize Channel 4 Queer As Folk (1999–2000). Následovaly významné seriálové role Lloyda Haytheho v komediálním seriálu stanice Fox Kolej, základ života (2001–2003) a Jacksona „Jaxe“ Tellera v Zákonu gangu (2008–2014).
A také role filmové: titulní postava dramatu Nicholas Nickleby (2002), záporák Bosie v oscarovém Návrat do Cold Mountain (2003), vůdce londýnských fanoušků Pete Dunham ve filmu Hooligans (2005). Poté ztvárnil méně výrazného Patrica ve sci-fi dramatu Potomci lidí (2006) a opět se vrátil k hlavním úlohám jako mladý zástupce ředitele hotelu Gavin v mrazivém dramatu The Ledge (2011). Coby ustaraný bývalý boxer Jay sekundoval Ericu Banovi a Olivii Wildeové v kriminálním thrilleru Chladnokrevný (2012) a jeho dosud posledním hrdinou je bývalý pilot Raleigh Becket zachraňující lidstvo v hollywoodské akční sci-fi režiséra Guillerma del Toro Pacific Rim: Útok na Zemi (2013).

## Osobní život
S herečkou Katharine Towne se setkal v roce 1999, když se oba ucházeli o roli v seriálu Dawsonův svět.   Poté, co spolu chodili tři týdny, se vzali v Las Vegas a následně se rozvedli v roce 2002. Chodil např. i s modelkou Sophie Dahlovou, herečkou Stellou Parker a filmovou producentkou Georginou Townsley.
Od roku 2005 je ve vztahu s umělkyní Morganou McNelis. 
Je dyslektik a trpí strachem z choroboplodných zárodků a špíny obecně. V roce 2016 začal trénovat v brazilském jiu-jitsu pod vedením Rigana Machada  a v říjnu 2018 získal svůj modrý pás.
Dne 6. listopadu 2020 odhalil v pořadu Jimmy Kimmel Live!, že na začátku roku byl pozitivní na covid-19: „Asi na 10 dní jsem ztratil chuť a čich a byl jsem unavený.“ 

## Filmografie

### Film
| Rok  | Název                                     | Role                      | Poznámky                                                                 |
| ---- | ----------------------------------------- | ------------------------- | ------------------------------------------------------------------------ |
| 1999 | Whatever Happened to Harold Smith?        | Daz                       |                                                                          |
| 2002 | Opuštěná                                  | Embry Larkin              |                                                                          |
| 2002 | Nicholas Nickleby                         | Nicholas Nickleby         | National Board of Review Awards v kategorii nejlepší herecké obsbazení   |
| 2003 | Návrat do Cold Mountain                   | Bosie                     |                                                                          |
| 2005 | Hooligans                                 | Pete Dunham               |                                                                          |
| 2006 | Potomci lidí                              | Patric                    |                                                                          |
| 2011 | The Ledge                                 | Gavin Nichols             |                                                                          |
| 2012 | Frankie Go Boom                           | Frankie                   |                                                                          |
| 2012 | Chladnokrevný                             | Jay                       |                                                                          |
| 2013 | Pacific Rim: Útok na Zemi                 | Raleigh Becket            | Huading Awards v kategorii nejlepší globální herec                       |
| 2015 | Purpurový vrch                            | Alan McMichael            |                                                                          |
| 2016 | Ztracené město Z                          | Percy Fawcett             | nominace – International Online Cinema Awards v kategorii nejlepší herec |
| 2017 | Král Artuš: Legenda o meči                | Král Artuš                | CinemaCon Awards v kategorii nejlepší herec roku                         |
| 2017 | Motýlek                                   | Henri Charrière           |                                                                          |
| 2018 | Milion malých střípků                     | Bob Frey Jr.              |                                                                          |
| 2019 | Trojí hranice                             | William „Ironhead“ Miller |                                                                          |
| 2019 | Pravdivý příběh Neda Kellyho a jeho bandy | Seržant O'Neill           |                                                                          |
| 2019 | Jungleland                                | Stanley Kaminski          |                                                                          |
| 2019 | Gentlemani                                | Raymond                   |                                                                          |
| 2021 | Waldo                                     | Charlie Waldo             |                                                                          |
| 2023 | Rebel Moon: První část – Zrozená z ohně   | Kai                       | postprodukce                                                             |
| 2024 | Rebel Moon: Part Two – The Scargiver      | Kai                       | postprodukce                                                             |

### Televize
| Rok       | Název                | Role                              | Poznámky |
| --------- | -------------------- | --------------------------------- | --- |
| 1998      | Byker Grove          | Jason Chuckle                     | 3 díly |
| 1999      | My Wonderful Life    | Wes                               | díl: „Moving On“ |
| 1999–2000 | Queer as Folk        | Nathan Maloney                    | 10 dílů |
| 1999      | Mikrosvět            | Brad                              | díl 2.6 |
| 2000      | Young Americans      | Gregor Ryder                      | 3 díly |
| 2001–2002 | Kolej, základ života | Lloyd Haythe                      | 18 dílů |
| 2008–2014 | Zákon gangu          | Jackson „Jax“ Teller              | hlavní role, 92 dílů nominace – Critics' Choice Television Awards v kategorii nejlepší mužský herecký výkon (drama) (2012, 2015) nominace – EWwy Awards v kategorii nejlepší mužský herecký výkon (drama (2011–12, 2014) nominace – People's Choice Awards v kategorii nejoblíbenější herec kabelové televize (2015) nominace – Satellite Awards v kategorii nejlepší mužský herecký výkon – seriál (drama) (2015) |
| 2022      | Šantaram             | Dale Conti/Lindsay „Linbaba" Ford | hlavní role |